# Andrew Birkin
Andrew Birkin (* 9. Dezember 1945 in London) ist ein britischer Drehbuchautor und Regisseur.

## Leben
Andrew Birkin war einer der Drehbuchautoren von Der Name der Rose und von Luc Bessons Johanna von Orleans. Außerdem führte er 1992 Regie und schrieb das Drehbuch von Salz auf unserer Haut. 1993 erhielt er beim Berliner Film Festival den Preis für die Beste Regie für den Film Der Zementgarten mit seiner Nichte Charlotte Gainsbourg in einer der Hauptrollen. 2005 fungierte er als Co-Drehbuchautor und Produzent von Das Parfum – Die Geschichte eines Mörders.
Sein Debüt als Regisseur gab er 1981 mit dem Kurzfilm Sredni Vashtar. Für diesen erhielt er eine Oscar-Nominierung, des Weiteren wurde er bei den BAFTA Awards in der Kategorie Bester Kurzfilm mit einem Preis ausgezeichnet.

## Filmografie (Auswahl)
Drehbuch
- 1981: Barbara’s Baby – Omen III (Omen III: The Final Conflict)
- 1985: König David (King David)
- 1986: Der Name der Rose
- 1992: Salz auf unserer Haut (Salt on Our Skin)
- 1999: Johanna von Orleans (The Messenger: The Story of Joan of Arc)
- 2006: Das Parfum – Die Geschichte eines Mörders (Le Parfum – Histoire d’un meurtrier)
- 2018: Jim Knopf und Lukas der Lokomotivführer

Regie
- 1992: Salz auf unserer Haut (Salt on Our Skin)
- 1993: Der Zementgarten (The Cement Garden)

Drehbuch und Regie
- 1981: Sredni Vashtar (Kurzfilm)
- 1988: Brennendes Geheimnis (Burning Secret)

Sonstiges
- 2020: Vanessa Lapa: Speer Goes to Hollywood. Dokumentarfilm. Israel. (Dokumentation auf der Grundlage von Tonaufnahmen von Albert Speers Zusammenarbeit mit dem Drehbuchautor Andrew Birkin aus dem Jahr 1971 an einem letztlich nie realisiertem Biografiefilm)

## Privates
Birkin ist seit 2006 mit der Malerin Karen (* 1974) verheiratet und hat vier Söhne und eine Tochter. Er ist der Bruder der Schauspielerin Jane Birkin (1946–2023). Seine Mutter war die Schauspielerin Judy Campbell.